# Jeremy Filsell
Répertoire
- Intégrale pour orgue de Marcel Dupré
- Intégrale des symphonies de Louis Vierne

Jeremy Filsell, né le 10 avril 1964, est un organiste et pianiste britannique.

## Biographie

### Formation
Jeremy Filsell étudie l'orgue au Keble College (Université d'Oxford), avec Nicolas Kynaston et Daniel Roth. À 19 ans, il remporte le prix Limpus du Royal College of Organists, et la médaille d'argent du Worshipful Company of Musicians. Il étudie le piano au Royal College of Music, et réalise un doctorat au Birmingham City University, sur l'esthétique et l'interprétation de la musique de Marcel Dupré.

### Activité professionnelle
Jeremy Filsell est présent dans le monde musical anglais, avant de partir aux USA en 2008. Il occupe plusieurs postes d'enseignant, notamment depuis 2008 au Royal Academy of Music de Londres, et au Royal Northern College of Music de Manchester. En 2007, il fait partie du jury du Concours International pour l'orgue de Saint-Maurice d'Agaune (Abbatiale Saint-Maurice d'Agaune).
Jeremy Filsell est nommé en 2010 artiste-en-résidence à la Cathédrale nationale de Washington, et organiste et directeur de musique à l'église Saint-Thomas de Manhattan (USA),. Il enseigne au Institut Peabody de Baltimore (USA).
En 2019, il succède à Daniel Hyde en tant que "Director of Music" à l'église Saint Thomas de Manhattan, NYC.
Jeremy Filsell est également compositeur.

### Activité concertiste
Jeremy Filsell se produit en concert dans différents pays (Russie, Scandinavie, États-Unis, Royaume-Uni), et également en France comme le 24 mai 2011 à Notre-Dame de Paris.

### Enregistrements
Jeremy Filsell a réalisé plusieurs enregistrements, notamment :
- L'intégrale des œuvres pour orgue de Marcel Dupré en 2000 (GMCD 7198)[13] ;
- Les symphonies n°9 et 10 de Charles-Marie Widor en 2005 (CD DCA 1172) ;
- Les symphonies de Louis Vierne en 2007 (8645).

Il a également réalisé des transcriptions d'improvisations de Pierre Cochereau à Notre-Dame de Paris.